# António Carneiro, donatário da Ilha do Príncipe

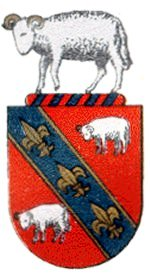
Armas da família Carneiro, que António Carneiro e seus descendentes, donatários e depois Condes da Ilha do Príncipe, usaram

António Carneiro (1459  - 3 de abril de 1545) foi um estadista português dos séculos XV e XVI, donatário da Ilha do Príncipe, escrivão da câmara do rei D. João II e secretário dos reis D. Manuel I e D. João III.

## Biografia
Era sobrinho de Vasco Carneiro, escudeiro, cidadão do Porto; e muito provavelmente filho do irmão deste, Pedro (ou Francisco) Carneiro, casado com Catarina Fernandes de Soutomaior, filha esta de João Gonçalves de Miranda Soutomaior.
Em 1482, aos 23 anos de idade, começou a exercer informalmente o cargo de escrivão da câmara de D. João II, para o qual só seria porém formalmente nomeado em 4 de fevereiro de 1490, quando já tinha completado os 30 anos de idade. Rapidamente adquiriu a confiança do monarca, como o atesta a relação dos muitos livros e documentos de grande relevo, que estavam na sua posse em setembro 1491.
Com efeito, foi nessa data desterrado para Alenquer, por ordem de D. João II, que ficou desagradado com alguma atitude do escrivão de câmara. 
Embora se tenha dito que a origem desse desprazer real estava no facto de António Carneiro ter casado no Paço, " a furto", com Beatriz da Alcáçova, dama da rainha D. Leonor, e que à expulsão para Alenquer se teria seguido uma ordem de desterro para São Tomé, o historiador Anselmo Braamcamp Freire duvida desta versão e inclina-se para um perdão real relativamente rápido, só assim se explicando que D. Manuel I, ao suceder no trono, prontamente tenha investido no cargo de escrivão a António Carneiro.
Acresce que, na doação que fez a António Carneiro da capitania do Príncipe, através das cartas referidas a seguir, D. Manuel explicitamente declara que "o dito senhor [D. João II] tinha vontade de lhe fazer mercê e acrescentamento".
De facto, D. Manuel I, por seis cartas datadas de março e abril de 1500, fez-lhe mercê da capitania da Ilha do Príncipe, com toda a jurisdição cível e crime, excetuando os casos de morte de pessoa e talhamento de membro, que ficavam reservados para a alçada régia, tudo com dispensa da Lei Mental e ainda com vários privilégios e liberdades para os povoadores da ilha.

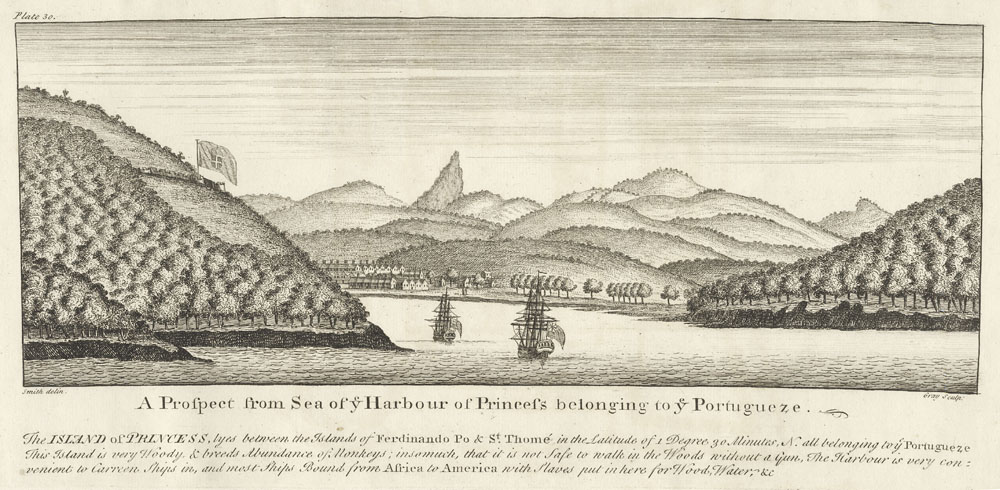
A Ilha do Príncipe, de que António Carneiro foi donatário e seus descendentes condes, em gravura do início do século XVIII

Anos mais tarde, por carta de 16 de abril de 1509, o mesmo soberano promoveu António Carneiro de escrivão da câmara a secretário do rei. 
Depois dessa data, António Carneiro passou a ser, na prática, o ministro de confiança do soberano, como o provam os arquivos da época, hoje na Torre do Tombo, de onde constam centenas de documentos - alvarás, minutas de cartas patentes e de instruções a embaixadores, etc. - escritos pela mão do secretário António Carneiro.
Poucos dias antes da sua morte, o rei D, Manuel I chamou-o e ditou-lhe o seu codicilo, onde deixa recomendado que o seu sucessor, o futuro D. João III, continue a usar os serviços de António Carneiro como secretário.
D. João III seguiu a indicação paterna e manteve António Carneiro no cargo, nomeando entretanto para o coadjuvar os seus dois filhos, Francisco Carneiro e Pedro de Alcáçova Carneiro. 
Depois de António Carneiro falecer, a 3 de abril de 1545, apenas o seu filho Pedro permaneceu como secretário de D. João III.

## Casamento e descendência
Casou, provavlemente em finais de 1484, com Beatriz da Alcáçova, dama da rainha D. Leonor, e filha de Pedro Fernandes da Alcáçova e de sua segunda mulher, Maria Fernandes Sotomaior.  Desse casamento nasceram 16 filhos e filhas, tendo-se destacado os seguintes dois:
- Francisco Carneiro, secretário de D. João III e 2.º capitão e donatário da Ilha do Príncipe,[6] em sucessão a seu pai, e bisavô de Luís Carneiro de Sousa, 1.º Conde da Ilha do Príncipe, por carta de 4 de fevereiro de 1640

- Pedro de Alcáçova Carneiro, 1.º Conde de Idanha-a-Nova por alvará de 1 de novembro de 1582, casado com D. Catarina de Sousa, com geração, nomeadamente nos Viscondes de Vila Nova da Cerveira e nos Alcaides de Campo Maior e Ouguela.